# Austrosaurus mckillopi
L'austrosauro (Austrosaurus mckillopi), scoperto nel Queensland (Australia) in sedimenti della parte finale del Cretaceo inferiore, è un grosso dinosauro conosciuto principalmente per vertebre e ossa delle zampe. Questo animale, di circa 15 metri di lunghezza, era un erbivoro facente parte dei sauropodi, e come tutti gli appartenenti a questo gruppo con ogni probabilità era dotato di un lungo collo e una coda ancor più lunga.

## Un sauropode enigmatico
Per molto tempo si è dibattuto delle reali affinità di questo animale: all'inizio Austrosaurus è stato classificato come un cetiosauride, ovvero un membro primitivo dei sauropodi, sopravvissuto misteriosamente fino al Cretaceo. Il motivo di questa classificazione risiede in alcune caratteristiche delle zampe, slanciate ma stranamente primitive, così come le vertebre. Più tardi è stato accostato ai brachiosauridi e ai camarasauridi, ma ora si pensa che Austrosaurus sia un genere autoctono dei titanosauridi che abbia sviluppato alcune peculiari caratteristiche.